# Clavatula filograna
Clavatula filograna é uma espécie de gastrópodes do gênero Clavatula, pertencente a família Clavatulidae.